# Crisis económica española (2008-2014)

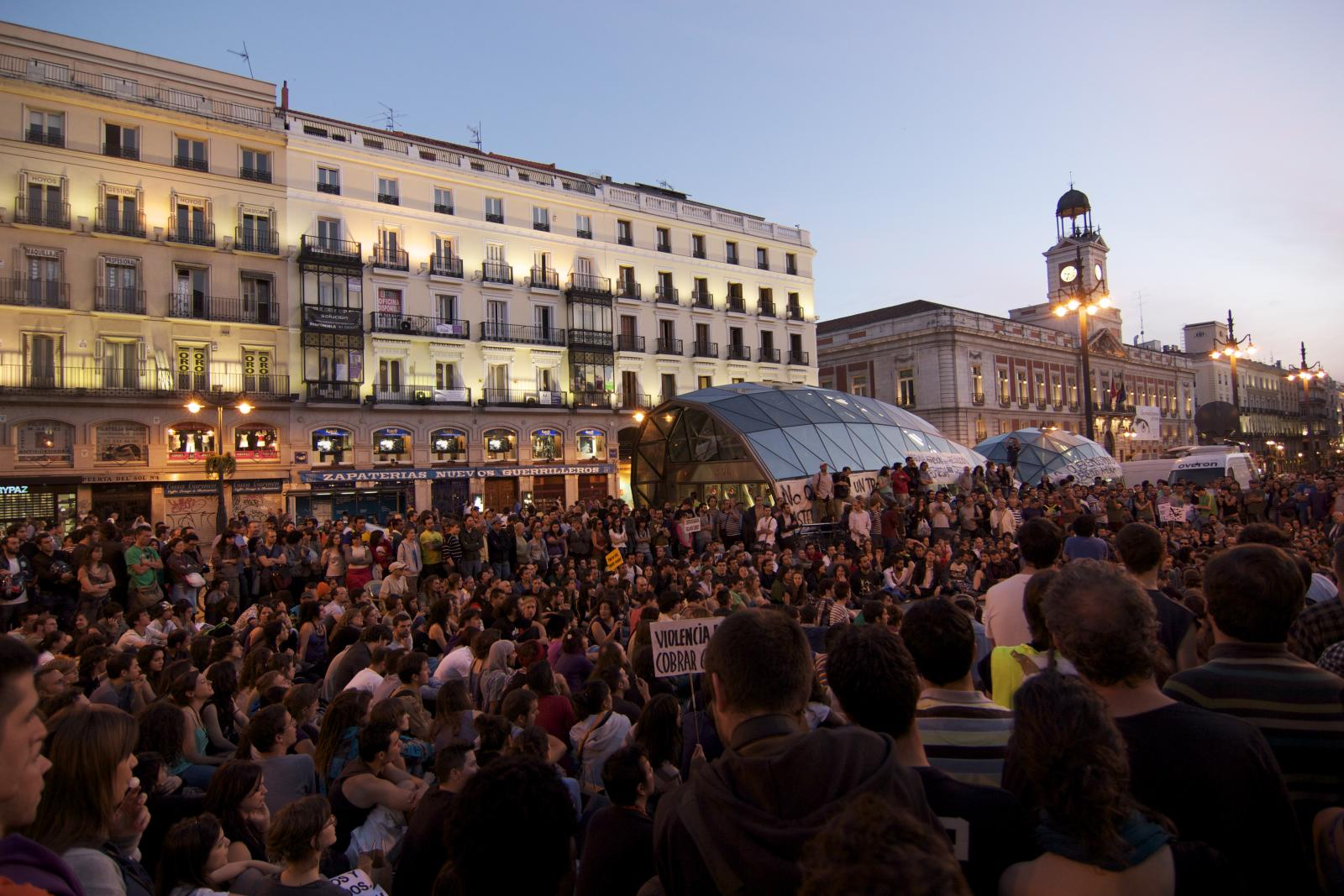
Manifestación en Madrid contra la crisis el 15 de mayo de 2011. La crisis ha afectado en especial a los jóvenes, con un índice de paro juvenil de más del 50 % en 2012.

La crisis económica española, también conocida como la Gran Recesión española, fue la parte española de la crisis financiera de la Unión Europea iniciada en 2008 y concluida en el año 2014, según la contabilidad nacional, a partir de los datos del Instituto Nacional de Estadística (INE). La crisis se enmarcó dentro de la denominada Gran Recesión que afectó a la mayor parte de países del mundo, en especial a los países desarrollados. La economía española tardó más años en recuperar los niveles previos a la crisis de algunas de las variables como el desempleo. La salida de la crisis se produjo a costa de un crecimiento de la desigualdad. 
El comienzo de la crisis mundial supuso para España la explosión de otros problemas: el final de la burbuja inmobiliaria, la crisis bancaria de 2010 y finalmente el aumento del desempleo en España, de lo que derivó el surgimiento de movimientos sociales encaminados a cambiar el modelo económico y productivo así como cuestionar el sistema político exigiendo una renovación democrática. El movimiento más importante fue el denominado Movimiento 15-M, surgido en gran medida por la precariedad y las condiciones económicas de las clases media y baja; dos consecuencias de la crisis financiera. La drástica disminución del crédito a familias y pequeños empresarios por parte de los bancos y las cajas de ahorros, algunas políticas de gasto público, el elevado déficit público de las administraciones públicas, la corrupción política, el deterioro de la productividad y la competitividad y la alta dependencia del petróleo fueron otros de los problemas que también contribuyeron al agravamiento de la crisis. La crisis se extendió más allá de la economía para afectar a los ámbitos institucionales, políticos y sociales.[cita requerida]

## Antecedentes y origen

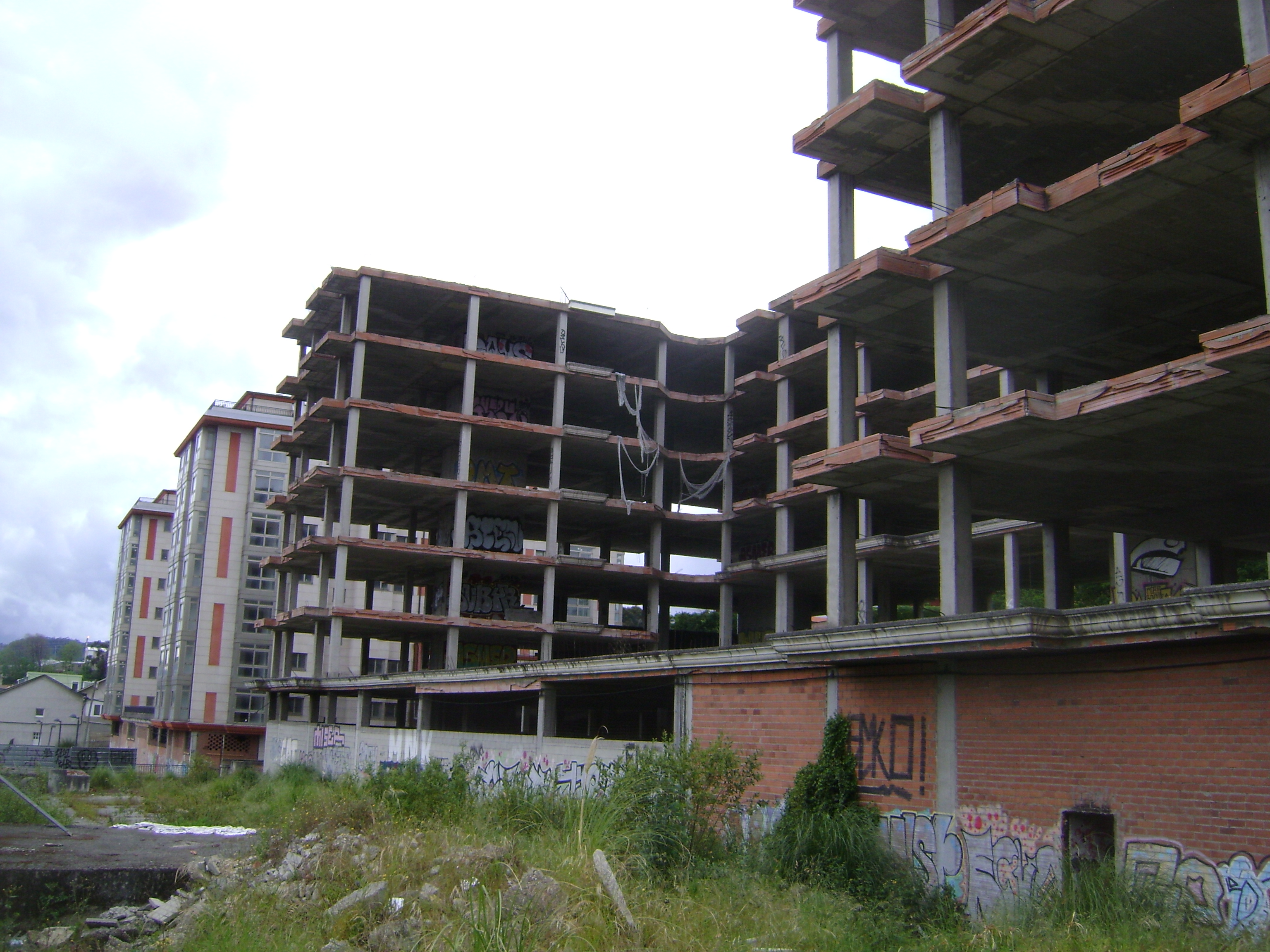
Edificios inacabados por causa de la crisis en La Coruña.

La entrada de España en la Unión Económica y Monetaria en 1999 condujo en los años posteriores a una caída de las tasas de interés y de la inflación, que convergieron con los niveles europeos. Como respuesta a estos hechos se produjo un ascenso del volumen de crédito que contribuyó a un aumento de la actividad económica, en la que el PIB y el empleo se elevaron por encima del promedio europeo. La expansión crediticia se manifestó en un fuerte incremento del endeudamiento privado tanto de las familias como de las empresas, que se duplicó entre 1999 y 2007.
Estos  flujos  financieros  se  dirigieron,  en  buena medida, al mercado inmobiliario, que vivió un fuerte incremento de la demanda propiciado por diversos factores: un aumento de la población derivado de la entrada de migrantes atraídos por la coyuntura laboral y económica, un aumento de renta per cápita de los ciudadanos, la relajación de los criterios de acceso a los créditos por parte de las entidades financieras y por último las expectativas de revalorización especulativa de los activos residenciales. Estos factores dieron lugar a la formación de una burbuja inmobiliaria en el país. La espiral especulativa se caracterizó por una escalada de los precios inmobiliarios y el desbocamiento de la deuda hipotecaria. La incapacidad  del ahorro nacional para financiar el auge inmobiliario, llevó a recurrir a recursos financieros del exterior, los bancos, financiaron su expansión crediticia en buena medida mediante la emisión de bonos de titulización dirigidos a no residentes.
También durante los años descritos, la balanza exterior española sufrió fuertes desequilibrios por el incremento de las importaciones provocado por una parte por la caída experimentada de la competitividad frente al exterior, unido a la pujanza de la demanda interna que tiró también de las importaciones, mientras que las exportaciones permanecieron estables. Los déficits por cuenta corriente, que se financiaron en buena medida, mediante el endeudamiento exterior que se mencionó anteriormente. La diferencia entre los activos y pasivos de españoles frente al exterior, pasó desde el 35 % del PIB hasta el 80 %  en esos años, nivel muy alto en la comparación internacional. No existieron tampoco mecanismos de detección y control de los desesequilibrios existentes, ni a nivel nacional ni europeo.
En materia fiscal, en el período de auge se produjo una caída significativa de la deuda pública desde el 61 % hasta el 36 % del PIB, en gran medida debido a los ingresos procedentes del ciclo inmobiliario y de su efecto sobre el resto de la actividad económica, mientras que los aumentos del gasto público tuvieron una naturaleza más estructural.
El nacimiento de la crisis, se enmarca en el contexto de una crisis económico-financiera mundial, que conllevó un fuerte ajuste de la industria de la construcción tras el pinchazo de la burbuja inmobiliaria.
El desplome del valor real de venta de la vivienda, y la sobrevaloración previa, junto al el encarecimiento de las hipotecas, desembocó en un crash económico bursátil mundial, que trajo el ascenso continuado de las cotas de desempleo continuado. Esta situación se produjo debido a que en zonas donde los precios se habían "inflado" (sobrevalorado) mucho, el precio real de la vivienda resultaba ser inferior al de la deuda hipotecaria contraída. Así, pues, numerosos embargos de primeras viviendas, locales, construcciones inacabadas, segundas residencias, así como desahucios  se llevaron a cabo durante este período de crisis. 
Las cifras fueron muy elevadas y aunque al comienzo de la crisis (2008) se lanzaron 27 000 ejecuciones hipotecarias, en 2017 se contabilizaron 600 000 personas desahuciadas.

### Inflación de 2008
Debido a la falta de recursos energéticos propios, España tradicionalmente, al igual que el resto de países de la U.E, han importado las materias primas como por ejemplo el petróleo; por lo que la crisis energética de los años 2000 produjo  tendencia inflacionista.[cita requerida]
En junio de 2008 la inflación acumulada en los últimos trece años era del 5 %. La menor producción de crudo por parte de la OPEC, causó una abrupta subida del precio del petróleo entre el periodo 2008 - 2012, y, que junto al pinchazo confirmado de la burbuja, hicieron que el país entrara en un periodo de deflación en el gasto familiar, España comenzó a alcanzar desde 2009 la tasa de crecimiento más baja de los últimos 40 años.[cita requerida]
En marzo de 2009 se confirmó por primera vez, la primera mayor caída y recesión económica de la democracia Española y, que el Gobierno  Español de corte Socialista (05/ 2004 - 21/12/2011), negó sistemáticamente, el que esto, estaba ocurriendo. De todo ello, existen datos registrados al respecto.
En octubre de 2010, la economía seguía contrayéndose al tiempo que aumentaba de nuevo la inflación. Entre 2011 y 2012, los precios subieron un 3,5 %, esta subida combinada con medidas de austeridad y un alto desempleo impactaron negativamente en el nivel de vida de los españoles. Al mismo tiempo los salarios medios decrecieron y el poder de compra se redujo notablemente.

### Sistema bancario
El sistema bancario español se consideraba por muchos analistas económicos como uno de los más sólidos entre las economías de Europa Occidental y de los mejor equipados para soportar una crisis de liquidez, debido a la política bancaria restrictiva que obligaba a mantener un porcentaje de reservas alto. Sin embargo, este análisis resultó ser incorrecto por otros factores, durante la burbuja inmobiliaria en España esta política se relajó y el regulador, el Banco de España, actuó con omisión. El sistema contable de "aprovisionamiento contable" practicado en España no supera los estándares mínimos del International Accounting Standards Board, esto permitió dar una apariencia de solidez mientras el sistema se hacía vulnerable.
Contrastando fuertemente con otros países como Irlanda, la única nacionalización de importancia fue tardía. Previamente el gobierno había fomentado con dinero público una concentración bancaria. Dado que España tenía la red de oficinas bancaria más densa de Europa, esto llevó a un gran número de empleados "sobrantes" a aumentar el desempleo.
El FROB, (FONDO de Re - Ordenacion Bancaria) redenominado Autoridad de Resolución Ejecutiva a través del préstamo de 60.000 millones de Euros, concedido por el BCE, actuó como fondo de rescate y en su informe de diciembre de 2019, contabilizando las ayudas del FROB, Fondo de Garantía de Depósitos (FGD) y la Sareb, señala que se han gestionado procesos de rescate de entidades del sistema bancario que representaban el 38,3 % del total de depósitos cubiertos en las siguientes entidades con los importes en millones de euros: Caja Madrid - Bankia  (22 424), Caixa Catalunya (Catalunya Banc) (12 599), Caja de Ahorros del Mediterráneo (12 474), NovaCaixaGalicia (9404), Banco de Valencia (6103), Caja Castilla-La Mancha (4215), Sareb (2192), Unnim (1997), Caja Murcia - BMN (1645), Banco CEISS (1559), Cajasur (1192), Banca Cívica (977), Caja3 (407), Banco Gallego (245) y Liberbank (124).

## Indicadores de la crisis

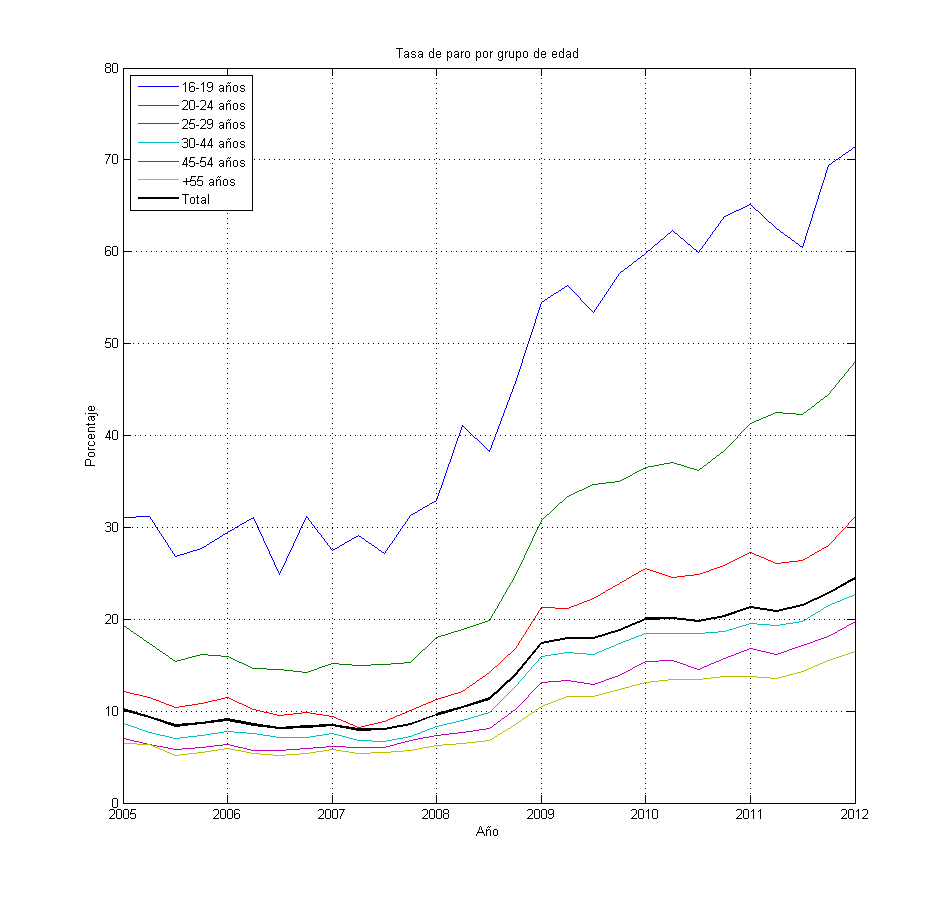
Tasa de paro por edades (2005-2012).

### Desempleo
El desempleo, que marcaba un mínimo histórico durante la primavera de 2007 con 1,76 millones de personas (un 7,95 % de la población activa), pasó a registrar un máximo histórico en el primer trimestre de 2013 con más de 6 200 000 parados (un 27,16 %), con un paro juvenil (desempleados menores de 25 años) de más de 960 000 personas (57,2 %). Si se consideran las cifras de paro del primer trimestre de cada año se tiene la siguiente serie:
| Legislatura     | Período | Paro total | Incremento (anual) |
| --------------- | ------- | ---------- | ------------------ |
| VIII (Zapatero) | 2005 T1 | 10,17 %    | -11,57 %           |
| VIII (Zapatero) | 2006 T1 | 9,03 %     | -11,20 %           |
| VIII (Zapatero) | 2007 T1 | 8,42 %     | -6,76 %            |
| VIII (Zapatero) | 2008 T1 | 9,60 %     | 14,01 %            |
| IX (Zapatero)   | 2009 T1 | 17,24 %    | 79,58 %            |
| IX (Zapatero)   | 2010 T1 | 19,84 %    | 15,08 %            |
| IX (Zapatero)   | 2011 T1 | 21,08 %    | 6,25 %             |
| X (Rajoy)       | 2012 T1 | 24,19 %    | 14,75 %            |
| X (Rajoy)       | 2013 T1 | 26,94 %    | 11,37 %            |
| X (Rajoy)       | 2014 T1 | 25,93 %    | -3,75 %            |
| X (Rajoy)       | 2015 T1 | 23,78 %    | -8,29 %            |
| X (Rajoy)       | 2016 T1 | 21,00 %    | -11,69 %           |
Por otra parte, el descenso del paro no fue acompañado de un aumento de la ocupación, sino que se debió a la pérdida de población activa, ya que entre 2008-2016 tuvo un descenso importante. Las cifras de variación interanuales (de enero a enero) según el INE son las siguientes:
| año       | variación absoluta | variación porcentual |
| --------- | ------------------ | -------------------- |
| 2008-09   | -980.108           | -5,11%               |
| 2009-10   | -635.732           | -3,50%               |
| 2010-11   | -184.173           | -1,05%               |
| 2011-12   | -403.571           | -2,32%               |
| 2012-13   | -778.829           | -4,59%               |
| 2013-14   | -5.829             | -0,04%               |
| 2014-15   | 401.703            | 2,48%                |
| 2015-16   | 529.045            | 3,19%                |
| acumulado | -2.057.494         | __                   |

### Producto interior bruto

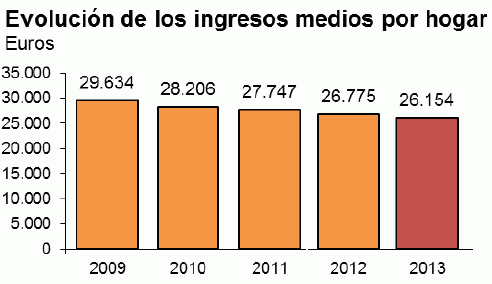
Ingreso por hogar medio, de acuerdo con la ECV del INE.

El producto interior bruto (PIB) registró un decrecimiento continuado durante el último semestre de 2008 que provocó que, por después de quince años de crecimiento, España entrase en una recesión de la que no salió hasta el segundo trimestre de 2010; si bien brevemente, ya que el PIB volvió a caer a partir de 2011. Esta serie de recesiones provocaron que el PIB per cápita de España pasase de ser el 105 % de la media de la Unión Europea en 2006 a representar un 95 % de la misma en 2013.
Crecimiento interanual del PIB en España (base 2010)

### Índice de precios al consumo

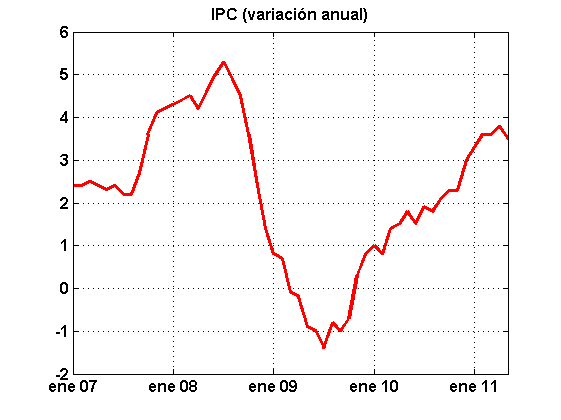
Variación anual del IPC (2007-2011)

La inflación interanual alcanzó un máximo histórico[cita requerida] del 5,3 % en julio de 2008 debido al incremento del precio del petróleo y, tras ocho meses de caídas, entró por primera vez desde que se tienen registros en una deflación que se prolongó durante otros ocho meses (de marzo a octubre de 2009), llegando a marcar un pico negativo del –1,4 %.
A lo largo de la segunda mitad del año 2007, los precios empezaron a aumentar de forma considerable, situando la variación anual del IPC en diciembre de ese año en el 4,2 %. Sin embargo, un estudio realizado por Caixa Catalunya aseguraba que la variación de los precios de alimentos básicos y de la energía fue del 7,9 %, los productos de consumo habitual fueron los que experimentaron un mayor aumento, en especial la leche (31,0 %), la gasolina (16,2 %), el pan (14,4 %) y los huevos (9,6 %).
Los precios no dejaron de aumentar hasta julio de 2008, donde el IPC marcó el 5,3 %, su nivel más alto desde 1992. Tras ocho meses consecutivos de caídas, el IPC entra en números negativos en marzo de 2009, coincidiendo con el retroceso del precio del petróleo y con el abaratamiento de algunos alimentos. Es la primera vez, desde que se calcula este indicador en España (1961), que se registra un descenso de los precios.

### Deuda pública y prima de riesgo

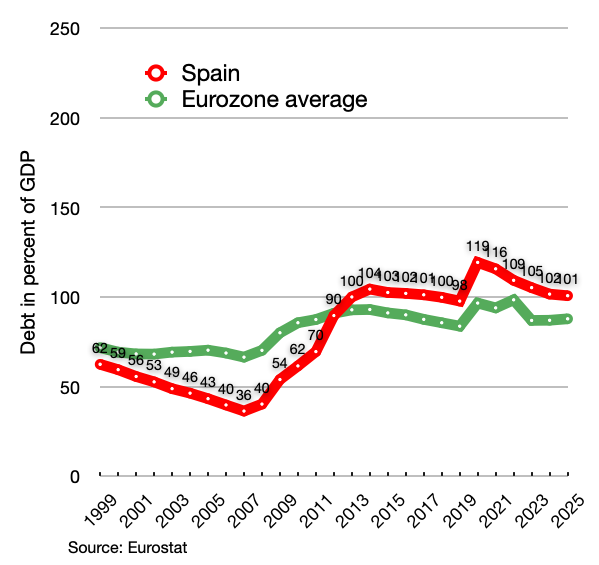
Porcentaje de la deuda pública respecto al PIB comparado con el promedio de la Eurozona desde 1999.

La deuda pública, que en 2007 representaba un 36,1 % del PIB, se duplicó en tres años, situándose en el 60,1 % en 2010, en 2013 alcanzó el 93,4 % del producto interior bruto. En cambio, la prima de riesgo con respecto al bund alemán comenzó a dispararse durante el verano de 2011 hasta la cifra récord de 416 puntos, acrecentando los temores de un posible rescate económico de la UE a España, como los llevados a cabo en Grecia, Irlanda, Portugal y Chipre.
La prima de riesgo marcó récord en el verano de 2012 desde la entrada de España en el euro anotando 616 puntos básicos respecto al bono alemán a 10 años.

### Morosidad bancaria

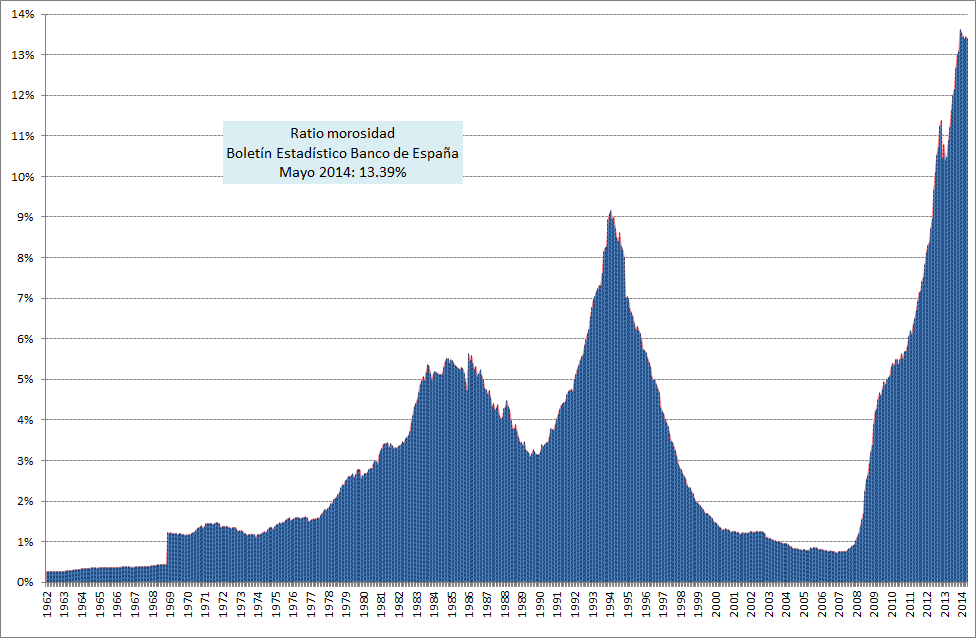
Evolución del ratio de morosidad bancaria según el Boletín Estadístico del Banco de España.

El ratio de morosidad alcanzó los niveles más altos desde que se empezó a utilizar dicho indicador en 1962, superando los alcanzados durante la Crisis económica de 1993 en España. A mayo de 2014, el ratio máximo se ha registrado en diciembre de 2013, con un valor de 13,62 %. Ello a pesar de que el traspaso de activos tóxico a la Sareb a finales de 2012 redujo dicho ratio en prácticamente un punto básico. En enero de 2014, el Banco de España modificó el sistema de cálculo del ratio de morosidad al dejar de considerar a los Establecimientos Financieros de Crédito como entidades de crédito; lo que causó un ligero descenso en febrero.

## Política económica de los gobiernos de Zapatero (2008-2011)
Los efectos de la crisis económica empezaron a evidenciarse al inicio del segundo mandato de José Luis Rodríguez Zapatero. Tras negar la crisis en sus comienzos, y después de invertir enormes cantidades de dinero público en planes de choque contra la crisis (inyección de 100 000 millones de euros en avales para la banca, 50 000 millones de euros en el denominado Plan-E), Zapatero tomó medidas económicas alejadas del programa electoral con el que concurrió a las elecciones: congelación de pensiones, reducción del salario de los empleados públicos, retirada de medidas estrella de la legislatura anterior (cheque-bebé, deducción de 400 euros en el IRPF), además de una reforma laboral que provocó el rechazo sindical y patronal y que condujo a una huelga general.

### Primeras señales de deterioro económico (2007)

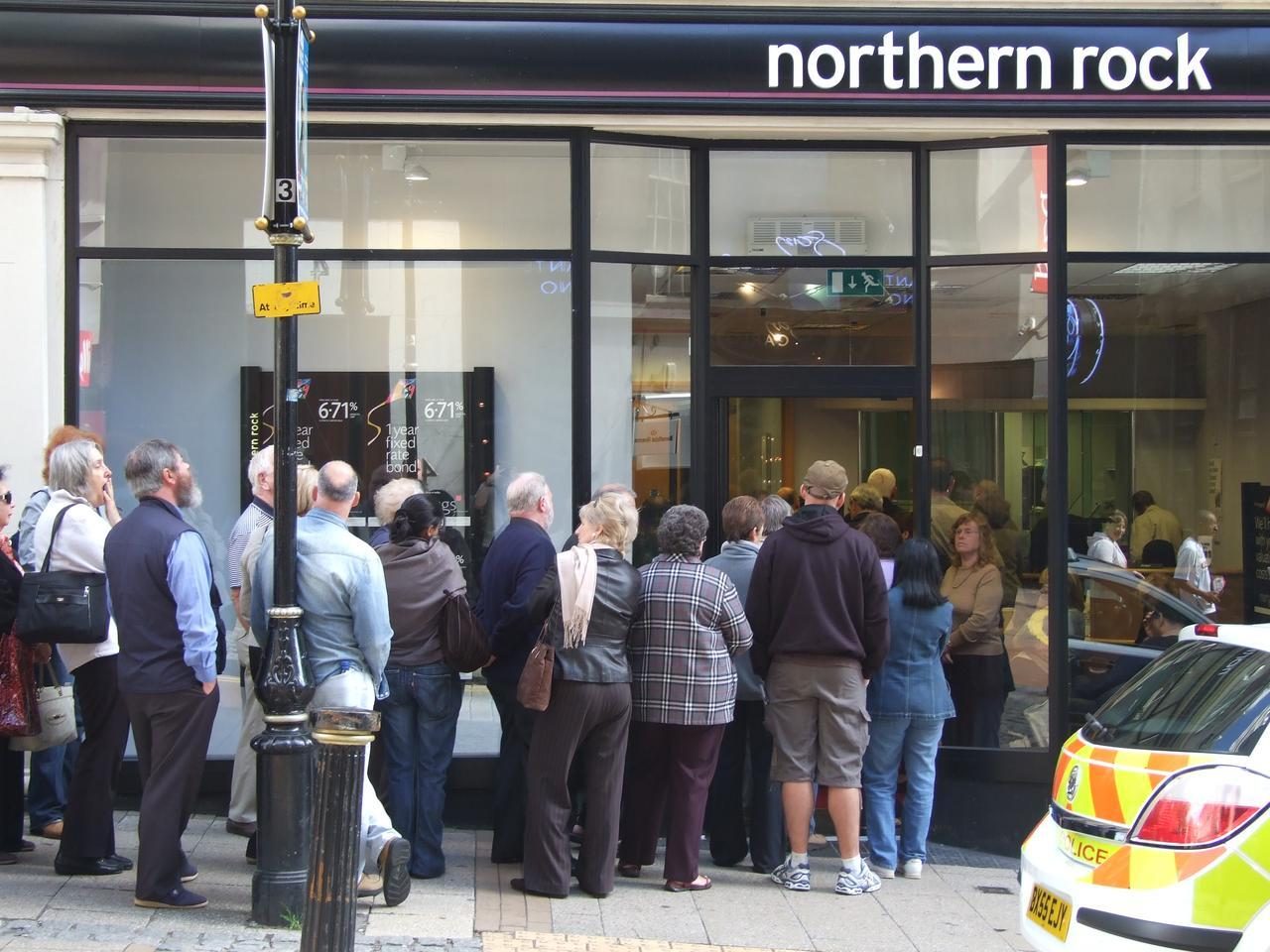
Gente sacando sus ahorros del banco Northern Rock (Reino Unido) por la crisis de las hipotecas subprime.

El 9 de agosto de 2007, es la fecha que los analistas señalan como el inicio de la crisis económica a escala mundial. Ese día, como consecuencia de la crisis de las hipotecas subprime, se produjeron las primeras quiebras importantes de entidades financieras estadounidenses dedicadas al crédito hipotecario y a la titulización de activos. En Europa, uno de los principales bancos, el BNP Paribas, suspendió varios fondos de inversión por la falta de crédito en el sistema. La venta masiva de títulos de otros sectores llevada a cabo por las entidades financieras para obtener liquidez provocó que las bolsas de todo el mundo sufran fuertes caídas. Ante esta situación, la FED, el Banco Central Europeo y el Banco de Inglaterra acordaron de forma coordinada inyectar 400 000 millones de euros para generar liquidez.
Por esas fechas, en España, la situación económica empezaba a alertar sobre el estallido de la burbuja inmobiliaria. Ya en abril de 2007, el grupo inmobiliario Astroc sufría el mayor crash de la bolsa española, y en octubre de ese año, otro grupo inmobiliario, Llanera, presentaba suspensión de pagos.

### Campaña electoral (finales de 2007)
En cambio, la situación política de ese momento era de precampaña electoral, con la vista puesta en las elecciones generales de marzo de 2008. El gobierno de José Luis Rodríguez Zapatero, con Pedro Solbes al frente del Ministerio de Economía, proponía medidas de gran calado social y de alto impacto económico, como el cheque-bebé en julio de 2007 (2500 euros por cada nuevo hijo nacido), al mismo tiempo que se aseguraba que la situación económica española se encontraba «en la Champions League de la economía mundial».
A principios de 2008, durante los últimos meses de la primera legislatura de Zapatero, se dieron a conocer varios datos que alertaban sobre un deterioro de la situación económica española. La inflación subía hasta niveles no vistos en doce años, lastrada por el encarecimiento del petróleo y los alimentos básicos; el desempleo empezaba a elevarse con casi cuatrocientos mil parados más que al comienzo de la legislatura; se observaban caídas en el consumo de los hogares, las ventas del comercio al por menor, el índice de producción industrial, la matriculación de vehículos, el número de hipotecas concedidas, la recaudación por IVA, etc. Solbes ve «enormemente exagerado» decir que España está en crisis, aunque asegura que el país no volverá a tener superávit hasta 2011.
Desde el gobierno se tendía a relativizar los datos económicos adversos y a negar cualquier indicio de crisis económica. Zapatero calificaba en varias ocasiones de «antipatriotas» a aquellos que alertaban de una posible crisis económica. Al mismo tiempo continuaba haciendo promesas electorales de gran impacto económico, como la devolución de 400 euros a todos los contribuyentes del IRPF en caso de ser reelegido. Sin embargo, el deterioro de la economía no pasaba desapercibido y desde el gobierno se comenzaba a utilizar el término "desaceleración" para referirse al inicio de la crisis sin nombrarla.

### Reelección de Zapatero (marzo de 2008)

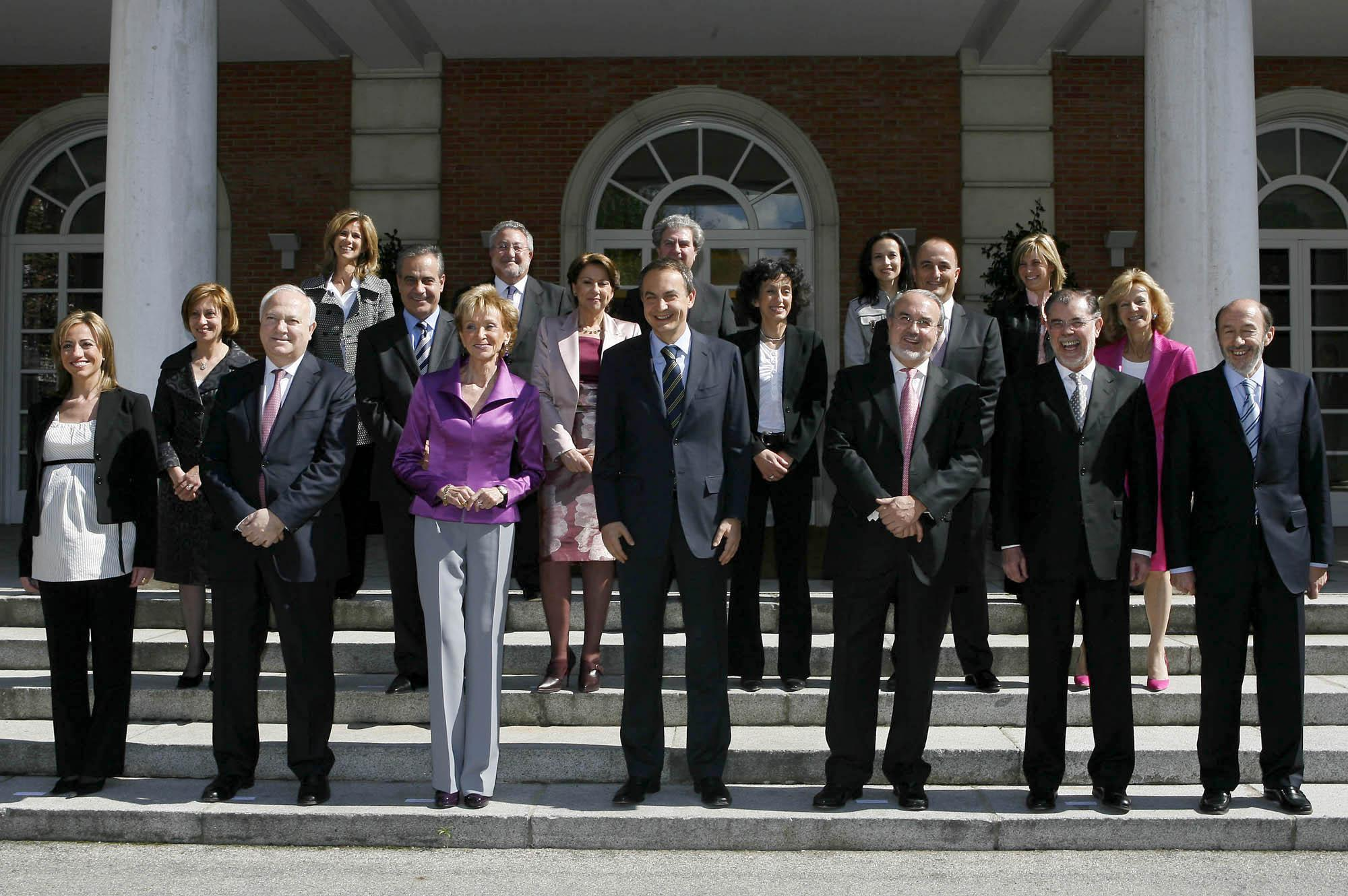
Primer gobierno de la IX Legislatura.

Tras una campaña electoral en la que uno de los eslóganes principales del PSOE era «Por el pleno empleo. Motivos para creer», Zapatero ganó las elecciones de marzo de 2008, aunque no con mayoría absoluta. El primer plan de medidas que aprobó el nuevo gobierno para atenuar la desaceleración de la economía española fue una inyección de 10 000 millones de euros, 6000 de ellos destinados a la rebaja tributaria de 400 euros prometida antes de ganar las elecciones. Pedro Solbes, que siguió inicialmente como ministro de Economía y Hacienda a petición de Zapatero, mostró discrepancias sobre el gasto del gobierno y reconocía que esta deducción agotaba el margen de maniobra para tomar nuevas medidas a corto plazo.
Durante los meses siguientes se fueron conociendo más datos de destrucción de puestos de trabajo y de caídas de afiliación a la Seguridad Social. El gobierno rebajó sus previsiones de crecimiento económico para 2008, pero mantenía que «en 2009 saldremos del bache». Zapatero seguía sin reconocer la crisis económica, a la que denominaba «desaceleración transitoria ahora más intensa» o «debilidades económicas», y destacaba los logros económicos conseguidos durante la legislatura anterior sin descartar la aplicación de nuevas medidas de estímulo. A finales de mayo de 2008, el euríbor superó por primera vez el 5 %, lo que suponía un encarecimiento de la cuota mensual de las hipotecas.

### Plan de austeridad (junio de 2008)
A finales de junio de 2008, Zapatero admitió en un discurso ante grandes empresarios que existían «dificultades serias» con una economía «de crecimiento débil e inflación alta», y reconoció que la economía española iba a crecer «por debajo del 2 %», cuando el cálculo oficial era del 3,3 %. Para suavizar las consecuencias del ajuste en la construcción, la pérdida de empleo y la subida del petróleo, Zapatero anunció un «plan de austeridad» de 21 puntos con el que el gobierno buscaba ahorrar 250 millones de euros. Entre las medidas más significativas se encontraba la reducción del 70 % de la oferta de empleo público y la congelación del salario de 403 altos cargos (entre los que se encontraba el suyo).

### Reconocimiento de la crisis (julio de 2008)
A mediados de junio de 2008, el diputado Gaspar Llamazares (IU) preguntaba en el Congreso al vicepresidente Pedro Solbes por las medidas adoptadas «frente a la crisis». En su réplica, Solbes se convirtió en el primer miembro del Gobierno y del PSOE que utilizaba el término "crisis" para referirse a la situación económica, sin embargo ya era un término profusamente utilizado en los medios y en distintos análisis económicos. No fue hasta el 8 de julio de 2008 cuando Zapatero, en una entrevista en Antena 3 tras las celebración del 37.º Congreso Federal del PSOE, mencionó por primera vez la palabra «crisis, como ustedes quieren que diga».

### Quiebra de Martinsa-Fadesa (julio de 2008)
El 14 de julio de 2008, la primera inmobiliaria del país, Martinsa-Fadesa, anunció el mayor concurso de acreedores de la historia española hasta ese momento, con una deuda de 5200 millones de euros por falta de liquidez. La situación de la inmobiliaria arrastró en la bolsa de valores a su banca acreedora y al resto del sector inmobiliario. Algunos expertos señalaron que este hecho evidenciaba el estancamiento de las ventas en el sector inmobiliario, la falta de confianza en una recuperación y restricción del crédito por parte del sector financiero.

### Plan de 24 medidas (agosto de 2008)
El Consejo de Ministros aprueba un programa de veinticuatro reformas económicas para su aplicación en los sectores de la vivienda, el transporte, la energía, las telecomunicaciones y el medio ambiente.

### Derrumbe de los mercados financieros (octubre de 2008)

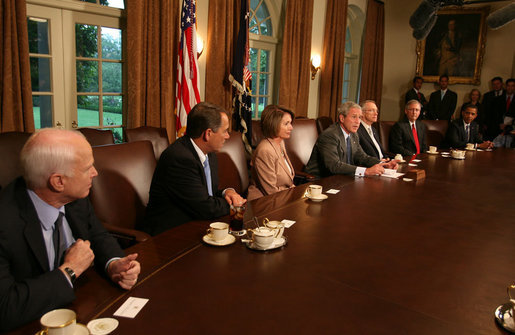
Bush discute el rescate con Obama y McCain (25 de septiembre de 2008).

A principios de octubre de 2008, se presentan acciones a escala internacional para restablecer la confianza tras la espiral de quiebras en el sector bancario (Fortis, Dexia, Hypo Real Estate Bank, etc.). Por un lado, la Cámara de Representantes de EE. UU. aprueba un plan de rescate financiero diseñado por el Gobierno de George W. Bush para la adquisición de deuda de mala calidad de los bancos, con un coste de hasta 700 000 millones de dólares (medio billón de euros). Por otro lado, los líderes de Alemania, Francia, Reino Unido e Italia realizan una declaración conjunta en la que se comprometen a apoyar a los bancos problemáticos y a actuar de forma coordinada.
Por su parte, Zapatero, tras respectivos encuentros con el líder de la oposición, representantes de la banca y agentes sociales, anuncia la creación de un fondo de 30 000 millones de euros (ampliable a 50 000 millones) para la compra de «activos financieros sanos, no tóxicos», con cargo al Tesoro Público, que permitiría garantizar la liquidez del mercado español. Además, también anuncia un aumento de la garantía mínima de los depósitos españoles en caso de quiebras bancarias a los 100 000 euros, el doble del mínimo pactado por la Unión Europea. Al mismo tiempo, el gobernador del Banco de España, Miguel Ángel Fernández Ordóñez, ya advierte que «es absolutamente inevitable un proceso de reestructuración en el sector financiero español, ya sea con fusiones o con otras fórmulas».
Ante este escenario, las bolsas mundiales sufren un viernes negro el 10 de octubre, especialmente la de Madrid, que cierra la sesión con una caída del 9,14 %, la mayor de su historia, perdiendo la cota de los 9000 puntos. Ese mismo fin de semana, en París, los líderes de los entonces quince países de la eurozona acuerdan una estrategia común para asegurar la liquidez de las instituciones financieras y proporcionarles capital adicional. La ayuda conjunta supera el billón de euros. De ellos, España compromete cien mil millones para garantizar avales bancarios. En palabras de Zapatero, estas medidas «son imprescindibles» para solventar «la grave situación de nuestro sistema financiero y de nuestras economías». Las bolsas europeas responden el lunes siguiente con fuertes subidas (París un 11,18 %, Frankfurt un 11,40 %, Milán un 11,49 %, Londres un 8,2 %). El Ibex 35 registra ahora la mayor subida de su historia, al ganar un 10,65 % y rozar los 10 000 puntos.

### Plan de activación económica (noviembre de 2008)
A finales de noviembre, Zapatero anuncia un plan urgente para la reactivación de la economía dotado con 11 000 millones de euros, un 1,1 % del PIB, con el que se espera conseguir la creación de 300 000 puestos de trabajo durante 2009. El plan contempla que 8000 millones de euros se destinen a la inversión pública en los ayuntamientos (Fondo Estatal de Inversión Local).

### Primera recesión de la crisis económica española (2008-2010)
Durante el cuarto trimestre de 2008, la economía española entró oficialmente en recesión, al caer el producto interior bruto (PIB) un 1,1 %, descenso que se sumaba al del 0,3 % en el tercer trimestre. Por otro lado, la escalada en la destrucción de empleo se fue haciendo cada vez más notable: en agosto de 2008 se superó la barrera de los dos millones y medio de parados, la cifra más alta en diez años. En diciembre, España se convirtió en el país que más empleo destruía del mundo, al rozar los tres millones de desempleados.
La primera recesión en España de la crisis terminó en el primer trimestre de 2010. Un año y tres meses después, en el segundo trimestre de 2011, el país volvía a caer en recesión.

### Plan E (enero de 2009)

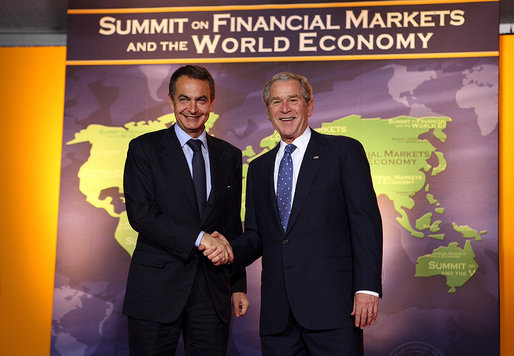
Bienvenida de Bush a Zapatero en la cumbre del G-20

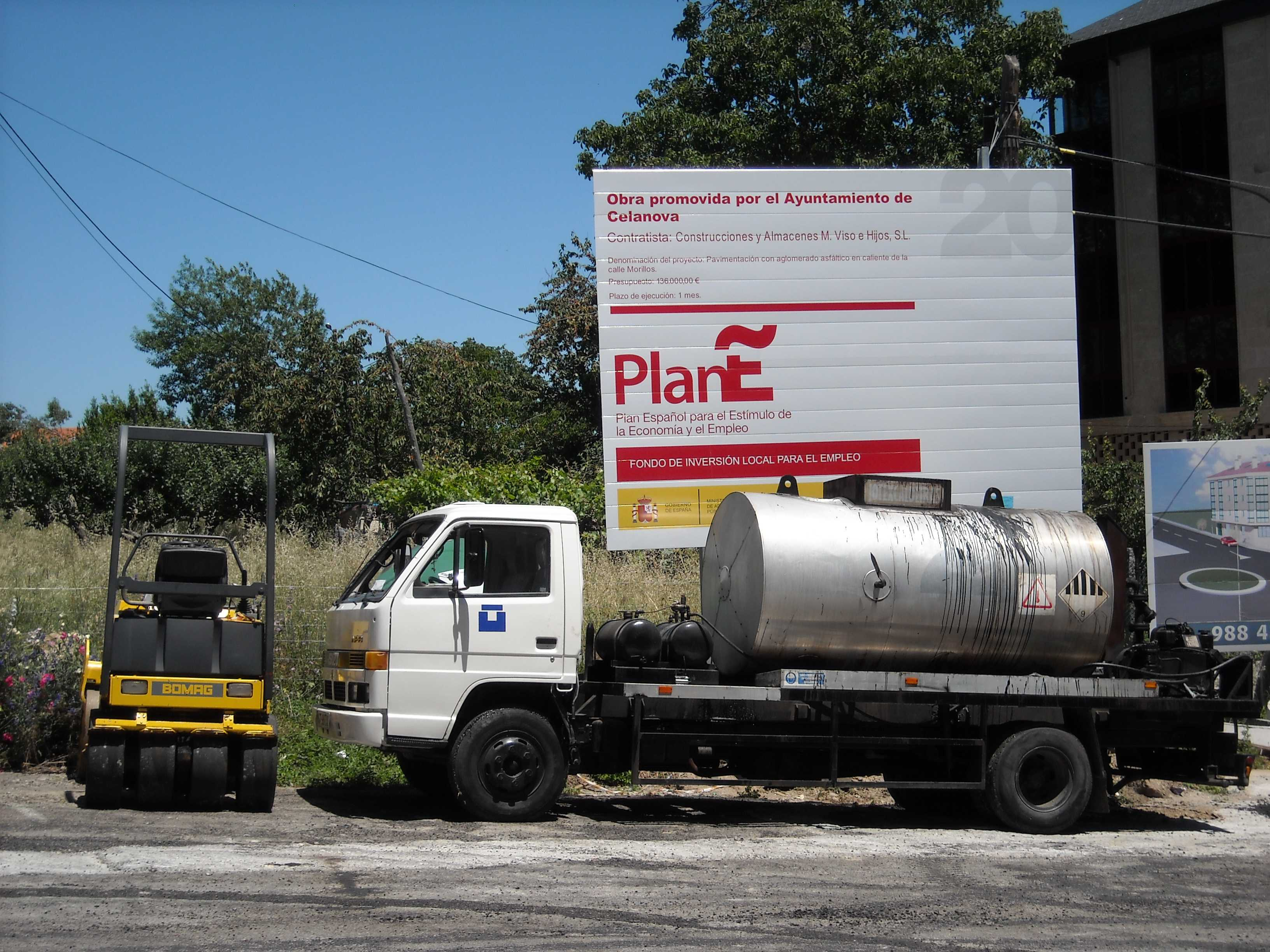
Plan E. Pavimentación con aglomerado asfáltico en caliente, y cartel publicitario.

En noviembre de 2008 se celebró en Washington la primera cumbre del G-20, que reúne a los países más desarrollados con los mayores países en desarrollo. Aunque España no es uno de los países inicialmente invitados, después de un intenso trabajo diplomático consigue asistir a la cita como "octava potencia económica mundial". La cumbre concluye con la aprobación por unanimidad de una serie de acuerdos y compromisos con el objetivo de reformar y fortalecer los mercados financieros evitando el proteccionismo.
En este contexto, Zapatero presentó el 12 de enero el Plan E (Plan Español para el Estímulo de la Economía y el Empleo), un proyecto con 82 medidas económicas (que se iría ampliando hasta superar el centenar) para «ayudar a mitigar la difícil situación que atraviesan miles de familias y empresas en España». Las medidas se agrupan en cuatro ejes: apoyo a las familias, fomento del empleo, apoyo al sistema financiero y modernización de la economía. Su coste supone el 2,3 % del PIB de 2009, lo que convirtió a España en el segundo país del mundo que más esfuerzo fiscal realizado, por detrás de Arabia Saudí.
De todas las medidas, la más destacada fue el Fondo Estatal de Inversión Local, que destinaba ocho mil millones de euros a financiar la realización de obras en el ámbito municipal (en principio urgentes) que permitían generar empleo de forma rápida. Entre las obras financiables se encontraban las destinadas a la mejora de edificios y espacios urbanos públicos, el equipamiento de infraestructuras de servicios básicos, la supresión de barreras arquitectónicas, la conservación del patrimonio municipal, la promoción del turismo, etc. Otras medidas incluidas en el Plan E fueron: la creación del Fondo Estatal de Dinamización de la Economía y el Empleo (3000 millones de euros), la reducción del gasto corriente por valor de 2500 millones de euros en los Presupuestos Generales del Estado de 2009, la ampliación y mejora de las líneas de actuación del ICO (47 000 millones de euros), planes para la industria automovilística (Plan VIVE, Plan Renove Turismo) y el fomento del alquiler de la vivienda y de la VPO.

#### Valoración pública del Plan E
Se ha puesto en duda el poco valor añadido, la productividad de las actividades y la utilidad dadas las condiciones de ejecución.

### Otras medidas económicas de 2009 (marzo-noviembre de 2009)
Entre marzo de 2009 y noviembre de 2009 hubo otra serie de eventos económicos que fueron noticias:
- La Intervención de Caja Castilla-La Mancha (marzo de 2009)
- El relevo de Pedro Solbes por Elena Salgado (abril de 2009)
- Creación del FROB (junio de 2009)
- Subida del IVA (septiembre de 2009).
- Ley de Economía Sostenible (noviembre de 2009).

### Medidas económicas de 2010
- En marzo de 2010 se puso en marcha el Plan E 2010.
- En mayo de 2010 se produjo la intervención de CajaSur.

### Recorte del gasto social y reforma laboral en 2010
- En mayo de 2010 se procedió a un recorte del gasto público por valor de unos 15 000 millones de euros. Entre las partidas recortadas se aplicó una reducción media del 5 % del sueldo de los funcionarios. Del 0,75 al 7 %, en salarios del los altos cargos se les reducía un 10 % el salario y a los miembros del gobierno un 15 %. Otra de las medidas anunciadas fue la eliminación del cheque-bebé y la congelación de las pensiones (excepto las pensiones mínimas y no contributivas, que suponían más de un 35 % de las pensiones).
- En septiembre de 2010 se aprobó la Reforma laboral en España en 2010.

### Medidas del primer semestre de 2011
- Reforma de las pensiones (enero de 2011)
- Intervención de la CAM (julio de 2011).

### Reforma constitucional (agosto de 2011)
El gobierno socialista emprendió una reforma de la Constitución que exigía que el gobierno tendría un techo de déficit que no podría superarse. La reforma fue pactada por el PSOE, en el gobierno, y el PP, principal partido de la oposición.

## Política económica del gobierno de Mariano Rajoy (2011-2018)
El 20 de noviembre de 2011 se celebraron elecciones generales en las que salió ganador por mayoría absoluta el Partido Popular. Su presidente Mariano Rajoy asumió el cargo de presidente de gobierno el 21 de diciembre de 2011. Las primeras medidas que tomó, totalmente opuestas a su programa político, fueron las siguientes:
- Reforma laboral que alteró fundamentalmente los derechos consolidados de los trabajadores, con la intención de estimular la contratación.
- Recortes generalizados en el sector público:
  - Disminución del número de empresas públicas y de cargos públicos.
  - Recorte en sectores públicos, como sanidad y educación.
- Anuncio de una nueva subida del IVA en 2013, aunque finalmente dicha subida se aplicó a partir de septiembre de 2012.

### Segunda recesión de la crisis económica española (2011-2013)
Durante el segundo trimestre de 2011 —en el tramo final del gobierno de José Luis Rodríguez Zapatero— y según el INE, la economía española entra en su segunda recesión. Este período recesivo terminó en el tercer trimestre de 2013, cuando se produjo un crecimiento positivo del 0,1 %. La recesión duró, por tanto, nueve trimestres, en el que se considera el período recesivo más largo de toda la democracia.

### Reforma laboral (febrero de 2012)

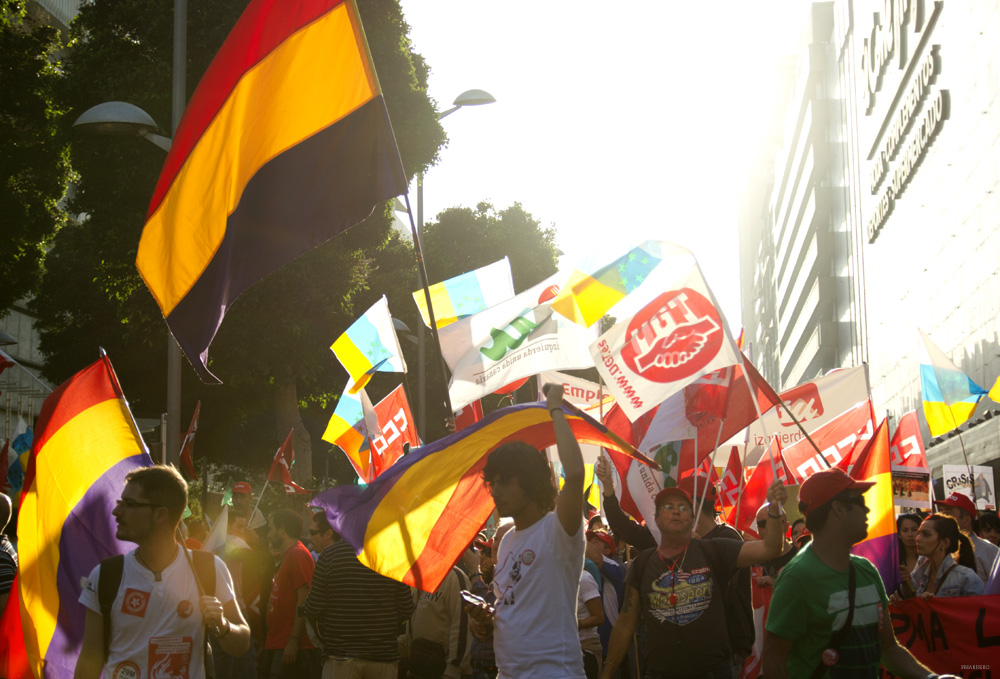
Manifestación en contra de la reforma laboral, en marzo de 2012. Quizás el punto más criticado de la reforma por los sindicatos fue la disminución de la indemnización por despido.

En febrero se aprobó una nueva reforma de la legislación laboral que se añadía a los cambios aprobados en septiembre de 2010 por el anterior gobierno. La nueva reforma fue aprobada por el Consejo de Ministros de España, en su reunión del 10 de febrero de 2012, a través de un Real Decreto-ley.
Mediante la aprobación del «Real Decreto-ley 3/2012, de 10 de febrero, de medidas urgentes para la reforma del mercado laboral», publicado al día siguiente de su aprobación en el Boletín Oficial del Estado (BOE), el Gobierno presidido por Mariano Rajoy, del Partido Popular, se proponía
«facilitar la contratación, con especial atención a los jóvenes y a los parados de larga duración, potenciar los contratos indefinidos frente a los temporales y que el despido sea el último recurso de las empresas en crisis», además de «acabar con la rigidez del mercado de trabajo y sentar las bases para crear empleo estable».

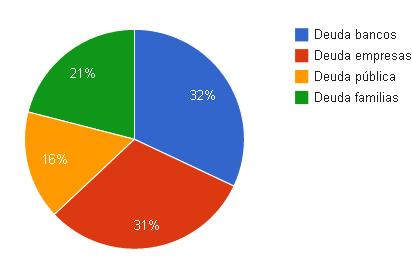
Composición de la deuda en España en el año 2012. Banca (32 %), empresas (31 %), familias (21 %), pública (16 %). Elaborada por la Plataforma Auditoría Ciudadana de la Deuda (PACD)

### La crisis de Bankia y sus consecuencias (mayo de 2012)
El 7 de mayo de 2012 se anunció una inyección monetaria a Bankia, entidad financiera resultado de la integración de Caja Madrid, Bancaja, La Caja de Canarias, Caixa Laietana, Caja Rioja, Caja Ávila y Caja Segovia, que llevaría a la dimisión de su presidente Rodrigo Rato, o a su cese según otras fuentes. Dos días más tarde, el 9 de mayo se procedió a la nacionalización del Banco Financiero y de Ahorros, matriz de Bankia, mediante la cual el gobierno se hizo con el control de Bankia. En los días posteriores, el precio de las acciones de Bankia cayó en la bolsa y arrastró a todos al precio de las acciones de otras empresas indexadas en el IBEX 35. Mariano Rajoy pidió a la Unión Europea manifestaciones públicas en apoyo de sus políticas y solicitó una declaración formal y clara a favor del euro aunque Bruselas elude dar una respuesta a Madrid.
El 17 de mayo la agencia Moody's rebajó la calificación de 16 bancos españoles, además de bajar la calificación de la deuda de la Región de Murcia y Cataluña a "bono basura". En esa semana la prima de riesgo de la deuda española alcanzó máximos históricos.
El 25 de mayo se conoció la cifra completa del rescate necesario para Bankia, 23 500 millones de euros El 30 de mayo la prima de riesgo rebasó los 530 puntos, y la Unión Europea advirtió a España que debería aplicar más recortes presupuestarios para controlar el déficit. El 1 de junio Rodrigo Rato hizo público que la cantidad de dinero inyectada fue superior a la estrictamente necesaria.

### El rescate financiero de España (junio de 2012)
El sábado 9 de junio de 2012, tras varias semanas en que la prima riesgo de España había estado en niveles altos, se convocó una reunión de urgencia del Eurogrupo para discutir cómo inyectar capital a la banca española. Ese mismo sábado, el FMI hizo público que las necesidades de capital de la banca española se estimaban en 40 000 millones de euros. Finalmente el Eurogrupo comunicó su intención de aportar hasta 100 000 millones de euros al Fondo de Reestructuración Ordenada Bancaria que pertenece al gobierno español, para que este a su vez inyecte dinero a los bancos que lo requieran. La tarde del 21 de junio se concreta la cifra, 62 000 millones de euros que se repartirán entre los bancos españoles que tengan problemas, de los cuales se han utilizado algo más de 41 000. La Unión Europea advirtió que los bancos rescatados estarán sometidos al control de expertos de la Unión y tendrían cumplir unos requisitos rigurosos.
A principios de julio varios países de la Unión Europea aprobaron dar el desembolso a la banca de España, algunos favorables a ello, como el caso de Alemania, y otros muy reacios como Finlandia. Se conoció además que el rescate solo serviría para ayudar a la banca, y que un posible remanente no podría ser usado para otros fines.

### Recortes de julio y rescates de comunidades autónomas (julio de 2012)

Mapa del desempleo por provincias en España en 2012. El crecimiento del paro ha sido más grave en el sur y en las áreas influidas por la burbuja inmobiliaria.

El 13 de julio de 2012 aprueba en Consejo de Ministros otro paquete de medidas de las que las más importantes son:
- Subida del tipo de IVA general del 18 % al 21 % y del reducido de 8 % al 10 %, que entró en vigor el 1 de septiembre.[100]
- Supresión de la paga extra de Navidad a los funcionarios y empleados públicos así como la reducción de los días de asuntos propios.[cita requerida]
- Disminución del 60 % al 50 % de la base reguladora del seguro de desempleo a partir del 7º mes de prestación.
- Disminución del número de concejales y asunción de competencias por parte de las Diputaciones Provinciales.[cita requerida]

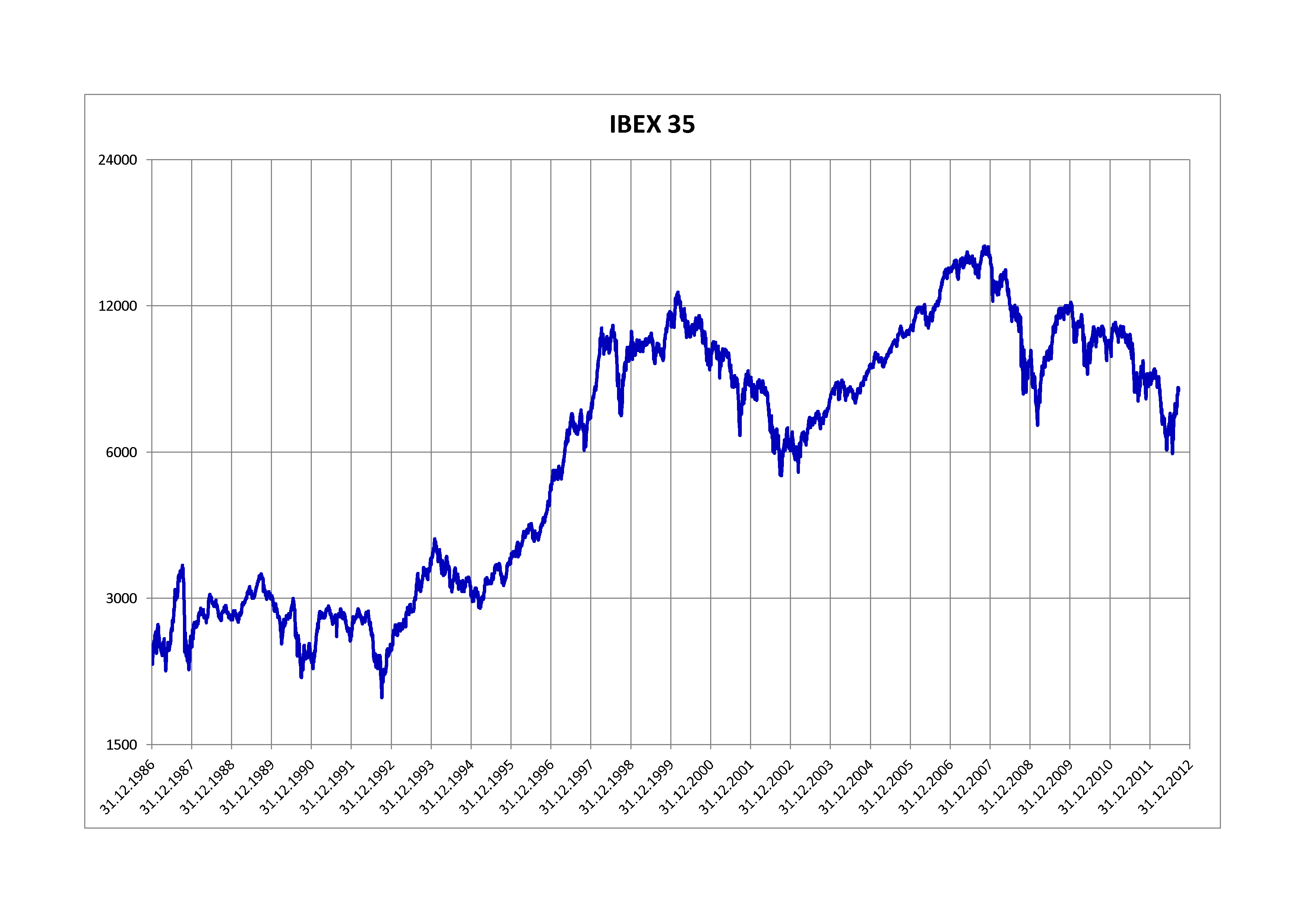
Evolución de la bolsa española entre los años 1986 y 2012.

El 20 de julio se conoció que la Comunidad Valenciana solicitaba ayuda para pagar sus deudas, en una especie de "rescate" del Estado español a la autonomía. El 23 de julio le siguió la Región de Murcia y Cataluña al día siguiente. También se conoció que no serían las únicas, y que otras 4 comunidades podrían necesitar algún tipo de ayuda: Castilla-La Mancha, Baleares, Canarias y Andalucía.
El lunes 23 de julio la prima de riesgo alcanzaba un máximo histórico de 642 puntos, superior a la de otro país rescatado, Irlanda, estando también desde hace semanas el bono español a diez años por encima del irlandés y en el IBEX-35 se suspenden las cotizaciones en corto.
El 24 de julio el IBEX 35 alcanza su mínimo histórico desde 2004: 5.956,30 puntos. Llevaba cayendo desde el 8 de noviembre de 2007, cuando alcanzó su máximo histórico: 15.945,70 puntos.
El 26 de julio de 2012, en medio de la crisis del euro, que golpeaba especialmente a los países del sur de Europa (llamados despectivamente PIGS), el presidente del Banco Central Europeo (BCE) Mario Draghi afirmó en una comparecencia pública que, bajo su liderazgo, el BCE "está dispuesto a hacer lo que sea necesario para preservar el euro. Y créanme, será suficiente" (en inglés whatever it takes). Esta declaración fue ampliamente difundida en toda la UE y en los mercados financieros del mundo, e inicialmente condujo a una disminución constante en los rendimientos de los bonos (costos de endeudamiento) para los países de la eurozona, en particular España, Italia y Francia.

### El problema de los desahucios y la ILP de 2013
Desde septiembre de 2011, la Plataforma de Afectados por la Hipoteca inició una campaña de movilizaciones destinadas a impulsar un cambio normativo para frenar el goteo de desahucios causados por la crisis económica y permitir la dación en pago retroactiva, y en defensa del derecho constitucional a una vivienda digna. Durante unas semanas fueron comunes, actos de protesta en forma de escrache a los políticos del Partido Popular. Finalmente, el 14 de marzo de 2013 el Tribunal de Justicia de la Unión Europea (TUE) dictaminó que la Ley 1/2000, de 7 de enero, de Enjuiciamiento Civil que regula el procedimiento de ejecución hipotecaria, no garantiza a los ciudadanos una protección suficiente frente a cláusulas abusivas en las hipotecas y vulnera, por tanto, la normativa comunitaria, en concreto la Directiva 93/13/CEE del Consejo, de 5 de abril de 1993 sobre protección a los consumidores. Esto llevó a la presentación de una iniciativa legislativa popular (ILP) con casi 1,5 millones de firmas, pidiendo la dación en pago, sin embargo, tras diversos problemas y la intención preanunciada del Partido Popular de rechazar la ILP se sacó adelante una nueva ley hipotecaria que en esencia no resolvió el problema. El gobierno no aceptó diversas demandas, ya que estimó que podrían perjudicar a las entidades bancarias de tal manera que la esencia de la ILP no fue recogida en el nuevo marco normativo.

## Consecuencias

### Aumento de la desigualdad
Entre 2007 y 2011 la crisis afectó a toda la población, pero los más pobres perdieron mucho más que los más ricos: el 10 % más pobre vio bajar sus ingresos anuales un 42,4 % mientras que para el 10 % más rico solo se redujeron un 5,6 %. Por ello España se convirtió en el segundo país con mayor desigualdad económica de toda la Unión Europea, solo superado por el Reino Unido. Entre 2010 y 2013 el salario medio anual bajó un 3,0 % hasta los 18 505 euros brutos. Sin embargo, los sueldos más altos subieron en el mismo tiempo un 2,4 %.

### Demografía
La población española ralentizó su crecimiento a partir de 2008 y empezó a descender en 2012. El motivo principal fue un aumento de la emigración, más de medio millón de personas en 2013, principalmente extranjeros.

### Consecuencias militares
El Ministerio de Defensa de España sufrió, como los demás ministerios, un recorte presupuestario debido al recorte general de gasto público. En el caso de Defensa, se paralizaron las inversiones hasta 2018. Ello condujo a las siguientes medidas:
- desguace del portaaviones Príncipe de Asturias;
- disminución progresiva del número de submarinos operativos hasta quedarse con solo uno en 2020;[117]
- reducción de la tropa a 75 000 personas, unas 5000 por debajo de lo que fija la ley;
- reducción en 73 del pedido de vehículos de combate de infantería Pizarro, con lo cual dos regimientos acorazados Leopard no dispondrán de batallón de infantería mecanizada;
- reducción de los helicópteros de transporte NH-90 de 45 a 22;
- reducción general del tiempo de uso de buques, aviones y blindados para ahorrar combustible y mantenimiento.

### Crisis alimentaria
La crisis causó una contracción del consumo privado en general y, más concretamente, del consumo de alimentos. En el periodo 2008-2013 el gasto en alimentos se contrajo un 19,6 % en términos reales. Entre los alimentos cuyo consumo per cápita experimentó una mayor reducción figuran aquellos que suministran más proteínas y, en general, los alimentos frescos como carnes, pescados y frutas. Aumentaron los derivados lácteos y el azúcar, probablemente utilizados como sustitutivos de bienes de primera calidad más caros (carnes y pescados frescos).

### Aspectos políticos: Desgaste del bipartidismo
Desde 2010, las encuestas del CIS revelaron cierto declive progresivo del número de votantes potenciales a los principales partidos que habían gobernado desde la transición: PSOE y Partido Popular. Este desgaste comenzó a manifestarse con el alza de nuevos partidos políticos hastiados con la corrupción política y la crisis institucional, que inicialmente fueron encabezados por las fuerzas existentes en el Congreso de los Diputados, como Unión Progreso y Democracia (UPyD) o Izquierda Unida. Posteriormente en las elecciones al Parlamento Europeo de 2014, la suma de IU y Podemos superó el 18 % de los sufragios.
Dicho efecto quedó mitigado a nivel nacional con la legislación electoral como la Ley D'Hondt, las circunscripciones provinciales y la necesidad de avales para poder presentarse a elecciones.

### Otras consecuencias
La crisis económica no produjo un aumento de robos ni de atracos. Al contrario, según datos institucionales la tasa de criminalidad en España continuó con una tendencia a la baja.

## El inicio de la recuperaciónː 2014
En 2013 el desempleo alcanzó su máximo, con un 26,94 % de la población activa, a partir de entonces el empleo comenzó su recuperación.
España dejó atrás la recesión en 2014 con un crecimiento del 1,4 % del PIB, que continuaría con una cifra del 3,2 % en 2015. En 2014 se crearon 433 000 puestos de trabajo y el desempleo bajó hasta el 23,78 % en 2015. En 2016 España se convirtió en el segundo país de la eurozona con mayor crecimiento, al registrar un aumento del 0,7 % en el segundo trimestre de ese año.
Pese a todo, los problemas no terminaron, el Gobierno tenía que enfrentarse a los gastos de la Seguridad Social, que costean las pensiones, el desempleo y la sanidad. En 2016, el sistema de Seguridad Social español cerró en déficit al registrar más gastos que ingresos.
A partir de junio de 2017, España recuperó finalmente todo el PIB perdido durante la crisis, registrando un crecimiento de 0,9 % en el segundo trimestre del mismo año, con un volumen de exportaciones nunca antes alcanzado, convirtiéndose en el país desarrollado que más crece.